# Castiglione d'Orcia
Castiglione d'Orcia är en ort och kommun i provinsen Siena i regionen Toscana i Italien. Kommunen hade 2 265 invånare (2018).